# Őrangyal (vallás)
A vallások alapján az őrangyal olyan angyal, amelynek a feladata egy adott személy, csoport vagy nemzet védelme és vezetése.
A kereszténység mellett a többi fő ábrahámi vallás, az iszlám és a judaizmus is ismeri az őrangyal fogalmát. Fontos szerepet játszanak az ezotériában vagy például az antropozófiában is. Az ókori és animista vallások is ismernek úgynevezett védőszellemeket. A római vallásban a személyes védőszellemeket geniusnak, a görög mitológiában daimonnak nevezték.

## Judaizmus
Az 1Mózes 18–19-ben az angyalok nemcsak Isten haragjának végrehajtóiként lépnek fel a bűnös városok ellen, hanem megmentetik az istenfélő Lótot a veszélytől.
Az Ószövetségben több helyen találunk leírásokat olyan angyalokról, akik az ember védelméről gondoskodnak.
A rabbinikus irodalomban is megtaláljuk azt a gondolatot, hogy léteznek angyalok, akiket Isten kijelölt az emberek felügyeletére és szolgálják az embert egész életében.
Leo Trepp (1913–2010) amerikai rabbi alapján zoroasztriánus hatásra a késő judaizmusban fejlődött ki a hiedelem, hogy az embereknek van egy mennyei képviselője, egy őrangyala. Korábban a mal'āḵ (מַלְאָךְ), angyal kifejezés egyszerűen csak Isten hírnökét jelentette.

## Kereszténység
Az Újszövetségben megtalálható az őrangyal fogalma, akik bizonyos személyek és közösségek számára dolgoznak. A gyermek Jézust egy angyal oltalmazta. Az őrangyalokba vetett hit klasszikus bibliai hivatkozási pontja a Máté 18:10.
A Jelenések könyve  Ázsia hét gyülekezetének angyalairól ír, akik azok őrzőinek szerepében dolgoznak.
További példa az Újszövetségben az az angyal, aki kiszabadította Péter apostolt a börtönből.
Pál a  zsidókhoz írt levelében így ír:
„Avagy nem szolgáló szellemek-é mindazok, akik azokért küldettek szolgálatra, akik örökölni fogják az üdvösséget?” 
Ebben a felfogásban az őrangyal feladata, hogy elvezesse az embereket Isten országába.
A korai egyházi szerzők ősi környezetükből ismerték a személyes védőszellem (δαίμων) gondolatát, és ezt itt bibliailag is megerősítették. Órigenész egyszer azt állítja, hogy minden egyes embernek van őrangyala, máskor viszont azt, hogy csak a hívőknek van. Aki nem méltó erre, azt Isten megfosztja ettől a segítségtől.

### Katolicizmus
Az első keresztény teológus, aki felvázolt egy konkrét sémát az őrangyalokra vonatkozóan, Autuni Honorius volt a 12. században. Azt mondta, hogy minden ember kap egy őrangyalt abban a pillanatban, amikor megszületik, és az ember élete során beszámol a tetteiről Istennek.
Dionüsziosz Areopagitesz  és Aquinói Tamás klasszikus angelológiáiban azonban az őrangyalok másodlagos jelentőségűek.
Az őrangyalok tisztelete a katolikus egyház liturgiájában különösen a 15-16. században terjedt el. Ez először Mihály arkangyal szeptember 29-i ünnepe kapcsán történ. A hétfő az őrangyalok ünnepe lett.
1670-ben X. Kelemen pápa október 2-ra tűzte ki a katolikus egyház őrangyali ünnepét.
A Katolikus Katekizmus ezt mondja az őrangyalokról:
„Az angyalok is Krisztusban és Krisztusért lettek teremtve. […] Végül az angyalok […] a hívőkről való gondoskodás személyes lényei. A jól ismert zsoltárban (és himnuszban) találjuk: „Mert megparancsolja angyalainak, hogy őrizzenek téged minden utadon”. Így az angyalok „segítő szellemek, akiket azért küldtek ki, hogy segítsenek azoknak, akik az üdvösséget öröklik”. 

### Protestantizmus
Luther Márton nem utasította el az őrangyalokról szóló tant, csak azt az elképzelést bírálta, hogy a legmagasabb rendű angyalok nem törődnek a jelentéktelen emberekkel. Kálvin János másrészt szkeptikus volt abban a tekintetben, hogy léteznek-e egyéni őrangyalok. Ennek eredményeként az egyéni őrangyalokba vetett hitet a 17. századi kálvinizmusban szinte általánosan elutasították, de a lutheranizmusban a 18. század közepéig megmaradt, majd szimbolikusan értelmezték.
Az őrangyalok létét elfogadják, de hogy minden embernek lenne-e külön őrangyala, abban a protestantizmus megosztott.

## Iszlám
Az őrangyalok az iszlám hagyomány szerint segítő angyalok, akiket azzal a feladattal bíztak meg, hogy megvédjék az embereket a gonosz dzsinnek (جن) és más szellemek (démonok) (شياطين) ellen. A hagyomány szerint minden emberre összesen négy ún. hafaza  vigyáz őrangyalként, kettő nappal és kettő éjszaka. Más verziók szerint Mohamed azt mondta, hogy minden embernek tíz őrangyala van.
A hagyomány alapján a hafaza őrség alkonyatkor és hajnalban váltja egymást; a gonosz szellemeknek ezekben a védtelen pillanatokban van a legnagyobb lehetőségük a befolyásukat kifejteni az emberre.